# NGC 5344
NGC 5344 é uma galáxia espiral (S) localizada na direcção da constelação de Ursa Minor. Possui uma declinação de +73° 57' 12" e uma ascensão recta de 13 horas, 50 minutos e 12,0 segundos.
A galáxia NGC 5344 foi descoberta em 6 de Maio de 1886 por Lewis A. Swift.